# Mezcal Jazz Unit
Mezcal Jazz Unit est un groupe de jazz français, originaire de Montpellier, dans l'Hérault.

## Biographie
Mezcal Jazz Unit est formé en 1986 à Montpellier, dans l'Hérault. Longtemps en formule quintet, il fonctionne, en date de 2020, en quartet, avec un principe d'ouverture permettant d'inclure des musiciens invités.
En 1993, le groupe fait une tournée dans les pays baltes qui débouchera sur une collaboration avec l’emblématique Saxophoniste lituanien Petras Vysniauskas en 1994 et 1995, suivie de retrouvailles en 1998.
En 2005, le groupe s'associe au saxophoniste vietnamien Trân Manh Tuân pour un projet-concept baptisé Tim Gio.
En 2006, tournée en Inde en collaboration avec le virtuose des tablas Bickram Ghosh suivie de l’enregistrement d’un disque sur le label historique indien Saregama.
En 2009, création au Nigeria avec l’ensemble de musiciennes hausa  Shantu au Festival de Kano et enregistrement d’un disque pendant la résidence.
Création Thirteen Moons et tournées en France et aux USA avec l’artiste Native American de la Nouvelle Orléans Grayhawk Perkins de 2013 à 2015.
En 2016, le groupe fait la rencontre de trois musiciens khmers de l'association Cambodian Living Arts, et créent ensemble Mango Dream, une création musicale « colorée, qui mêle jazz et musique traditionnelle, dans des compositions originales ou des reprises de morceaux khmers traditionnels ».
En 2019, après plusieurs rencontres depuis 2014, MJU enregistre à Kon Tum, Vietnam, l’enregistrement de Kontum Songs avec un ensemble de joueurs de gongs traditionnels de l’ethnie banhar.
En 2021, le groupe propose un concert de sortie de résidence d'artistes où ils invitent la joueuse de bandonéon japonaise Kimiyo Ogawa, le dimanche 21 novembre, à la Maison du peuple. Il s'ensuit une création « Chokyori / long distance » en France (2002) et une tournée au Japon fin 2023.
2022: Sortie de l’album en quartet « Traveling Band ».

## Membres

### Membres actuels
- Emmanuel de Gouvello — claviers, guitare (depuis 1986)
- Christophe Azéma — saxophone alto et baryton (depuis 1990)
- Jean-Marie Frédéric — guitare (depuis 2006)
- Daniel Solia — batterie (depuis 2014)

### Anciens membres
- Frank Héral — percussions (1986)
- Manu Chevallier — trompette (1986)
- Philippe Gal — contrebasse (1986—1987)
- Patrice Héral — batterie (1986—1988)
- Jean Mach — saxophones ténor, soprano (1987—1994)
- Gérard Pailhé — saxophones ténor, alto (1987—1988)
- Philippe Chauvet — batterie (1988)
- Pierre Diaz — saxophones ténor et soprano (1988—2011)
- Jean-Paul Maron — piano (1988—1992)
- Gilles Dalbis — batterie (1989—1992)
- Pierre Coulon Cerisier — piano (1990—1996)
- Vivian Pérès — batterie (1992—2014)
- Jean Pierre Ceï — piano (1992—1995)

## Discographie

### Albums studio
- 1991 : Atche de! (NIL, Baillemont)
- 1995 : Ignalina (Célia, Mosaic Music)
- 1998 : In concerto (Célia, Mosaic Music)
- 2004 : Môt Hai Ba bôn (Célia, Mosaic Music)
- 2005 : The Best of #1 (Célia, Mosaic Music)
- 2006 : Tim Gio (Label Emoi, distribué au Vietnam)
- 2008 : One (Saregama India, distribué en Inde et en Grande-Bretagne)
- 2009 : Shantu (Label Emoi, Mosaic Music)
- 2012 : Ici et ailleurs (Label Emoi)
- 2013 : Thirteen Moons (Label Emoi)
- 2018 : Mango Dream (Label Emoi, Mazeto Square)
- 2021: Kontum Songs (Mazeto Square)
- 2022: Travelling Band (Label Emoi, Mazeto Square)

### Créations internationales
- 1995 : Ignalia. Création franco-lituanienne au festival jazz de Vilnius. Formation Mezcal Jazz Unit
- 2000 : Résidence à Cluj-Napoca (Roumanie). Avec le flûtiste roumain-moldave Cezar Cazanoi.
- 2002 : Mezcal Jazz Unit invite Ngoc Dai (Vietnam). Création au Vietnam d’œuvres originales du compositeur Ngoc Dai.
- 2005 : Tim Gio. Création franco-vietnamienne à l'European Jazz Festival of Ho Chi Min, Vietnam. Avec les musiciens vietnamiens Tran Manh Tuan (saxophone), Cao Ho Nga (dan T'rung, dan Tran), Nguyen Thu Thuy (dan Nhi), Nguyen Ahn Tan (dan Kim, dan Bau).
- 2006 : One. Création franco-indienne au festival Interart de Calcutta, Inde. Avec Bickram Ghosh (tablas), Sunando Mukerjee (sarod), Parthasarathi Desikan (chant).
- 2009 : Shantu. Création franco-nigériane au festival Kamfest de Kano, au Nigeria. Avec le groupe traditionnel de femmes nigérianes Shantu.
- 2010 : Izumrud invite Mezcal Jazz Unit. Création originale à Ekaterinbourg, en Russie. Avec les musiciens du groupe russe Izumrud.
- 2010 : Mezcal Jazz Unit invite la Corée. Création originale à Paris et Montpellier. Avec E' Joung Ju (Gomoungo).
- 2010 : Mezcal Jazz Unit rencontre le Maroc. Avec les musiciens marocains Azziz el Achaab (violon), Mohamed Mouhib (darbouka).
- 2011 : Mezcal Jazz Unit rencontre le Laos. Création originale à Vientiane. Avec les musiciens laotiens Khompeg (cymbalum) et Mamsuane (Wot, Khène).
- 2012—2016 : Thirteen Moons : Grayhawk Perkins and Mezcal Jazz Unit (2012-2016). Création originale en Louisiane (États-Unis) et en France[5].
- 2016—2018 : Mango Dream, création franco-khmère au Cambodge (2016-2018) et en France (2017)[3].
- 2018-2022: Kontum Songs, création franco vietnamienne au Vietnam avec les joueurs de gongs banhars du Kon H’ra Chot Gong band .
- 2022: Création Chokyori avec l’artiste japonaise Kimiyo Ogawa (bandoneon).